# Galärslav

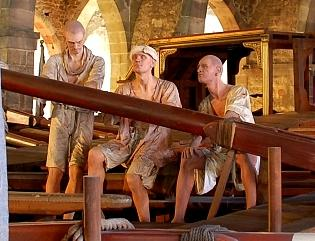
Museu Maritim, Barcelona

Galärslavar var slavar som fick ro galärer med stora åror. Många galärslavar var strikt talat krigsfångar eller straffångar.
En spridd uppfattning är att galärslavar var vanligt förekommande under antiken. Forskning tyder dock på att så inte var fallet. Anledningen antas vara att i dåtidens fartyg krävdes det en betydande yrkesskicklighet för att ro och det utfördes därför vanligen av fria män. Enligt Aristoteles var roddarna under slaget vid Salamis fria män ur lägre samhällsklasser och deras avgörande insats bidrog till att stärka den atenska demokratin.
Under senmedeltiden utvecklades galärer vars åror hade fixerad rörelseaxel och där endast ren muskelkraft därför var av betydelse. Det blev vanligt under 1500-talet att använda slavar, krigsfångar och dömda förbrytare som tvångsarbetskraft. 
Efter slaget vid Lepanto 1571 började dock tillbakagången för galärerna. Systemet var i bruk fram till 1600-talet då galärerna definitivt fick ge vika för fullriggade segelskepp. och avskaffades slutligen i Europa definitivt först under tidigt 1800-tal.
Galärslavarna var ofta placerade på nedre däck. Arbetet var mycket tungt och arbetskrävande. Oftast var slavarna fastkedjade vid sina platser vid årorna, för att de inte skulle kunna ta sig därifrån. En trumslagare brukade slå en takt och på detta sätt reglerades hur de skulle ro. Ju fortare trumslagare slog på trumman, desto fortare skulle galärslavarna ro. Om någon galärslav inte rodde fort nog kom det vakter som brukade slå på galärslavarna med piska.
Galärstraffet var ett av de hårdaste straffen. I Turkiet och barbareskstaterna sattes länge kristna fångar som galärroddare. I Frankrike var galärstraffet känt redan på Karl VII:s tid och användes officiellt ända fram till 1748, då det i någon mån mildrades genom införandet av bagno (en typ av fängelse i Frankrike).

### Fotnoter
1. ↑  Casson, Lionel (1971). Ships and Seamanship in the Ancient World. Princeton: Princeton University Press. sid. 325-326
2. ↑  Lionel Casson, “Galley Slaves”, Transactions and Proceedings of the American Philological Association, Vol. 97 (1966), pp. 35-44 (44)
3. ↑  Ágoston, Gábor; Guilmartin, John (2007-01-01). ”Victory of the West: The Story of the Battle of Lepanto (review)”. The Journal of Military History 72:  sid. 223–225. doi:10.1353/jmh.2008.0067. https://www.researchgate.net/publication/249904340_Victory_of_the_West_The_Story_of_the_Battle_of_Lepanto_review. Läst 12 november 2019.
4. ↑  Svenska Dagbladet 13 november 2004 - Pirater i Alger plågade Europa i tre sekler (läst 6 april 2011)